# Ung Huot
Ung Huot (en jemer: អ៊ឹង ហួត; n. Kandal, 1 de enero de 1945) es un político camboyano, que ejerció el cargo de Primer ministro de Camboya entre 1997 y 1998. Fue miembro del Frente Unido Nacional por una Camboya Independiente, Neutral, Pacífica y Cooperativa y tuvo los cargos de Ministro de Comunicaciones y Ministro de Asuntos Exteriores durante el gobierno de Norodom Ranariddh, en la década de 1990. Tras el golpe institucional contra Ranriddh, en 1997, Ung Huot ejerció la jefatura de gobierno hasta el final de la legislatura. Durante su período en el gobierno, fue acusado por su propio partido de ser un títere de Hun Sen, líder del opositor Partido Popular de Camboya y vice primer ministro en un gobierno de coalición. En las elecciones de 1998, su partido fue finalmente derrotado por el Partido Popular de Camboya y debió entregar el cargo a Hun Sen.

## Primeros años y carrera
Ung Huot nació el 1 de enero de 1945, cuando Camboya era parte de la Indochina francesa (que a su vez estaba ocupada por el Imperio del Japón). Más tarde ese mismo año Camboya declaró su independencia. Huot estudió telecomunicaciones y obtuvo una beca para continuar sus estudios en Australia en 1971, durante el estallido de la guerra civil camboyana. Obtuvo la ciudadanía australiana en 1975, mismo año del fin de la guerra. Durante la transición camboyana, en 1991 Ung Huot retornó al país para formar parte del Frente Unido Nacional para una Camboya Independiente, Neutral, Pacífica y Cooperativa (o Funcinpec), partido monarquista y conservador que obtuvo un estrecho triunfo en las primeras elecciones libres del país. Ung Huot formó parte del gobierno de Norodom Ranariddh como Ministro de Telecomunicaciones, siendo ascendido a Ministro de Asuntos Exteriores en 1994, cargo que mantendría incluso durante su corto período de Primer ministro.

## Gobierno

### Nombramiento y crisis de legitimidad
El gobierno de Ranariddh, que no contaba con mayoría absoluta, se sostenía mediante una frágil coalición con el Partido Popular de Camboya (CPP) de Hun Sen, que había sido partido único del antiguo régimen comunista hasta 1992. A esta coalición se sumaban también el Partido Liberal Democrático Budista o BLDP y el Movimiento para la Liberación Nacional de Kampuchea o Moulinaka (los otros dos partidos del parlamento), como socios menores. A partir de 1996, las relaciones entre Ranariddh y Hun Sen se deterioraron profundamente, hasta que a mediados de 1997 ocurrió una ruptura total entre ambos, cuando aún faltaba un año para el fin de la legislatura y el llamado a nuevas elecciones.
El 5 de julio de 1997, las fuerzas leales a Hun Sen iniciaron sangrientos tiroteos contra los leales al Funcinpec, en los cuales obtuvieron la victoria, forzando la huida de Ranariddh del país ante el temor por su integridad física. Luego de que el Primer ministro pasara más de un mes fuera del país, el 6 de agosto, fue destituido por el parlamento aún no disuelto. En su lugar, una facción del Funcinpec disidente de Ranariddh y ligada a Hun Sen propuso a Huot como candidato a Primer ministro (que debía mantener el gobierno de coalición con Hun Sen hasta el final de la legislatura). Desde el comienzo la oposición vio a Huot como carente de cualquier legitimidad, lo cual se vio plasmado ya en su investidura el 6 de agosto, la cual fue boicoteada por la mitad de los parlamentarios del Funcinpec, todavía leales a Ranariddh. Sin embargo, debido a la coalición gubernamental del CPP, una facción del Funcinpec y el BDLP, Huot fue ratificado con 90 votos a favor y 1 en contra por parte del Moulinaka, afín a Ranariddh. Hun Sen alabó el proceso de elección, y rechazó las críticas, argumentando que el nombramiento de un miembro del Funcinpec como Primer ministro junto a él no era más que una demostración de que "todo seguía igual", a lo que la oposición respondió acusándolo de querer aparentar normalidad legal para proseguir con la concentración de poder en sus manos. En su discurso de aceptación del cargo, Huot declaró: "Estoy decidido a utilizar todos los medios necesarios para hacer de Camboya un estado genuino gobernado bajo el imperio de la ley".
El Rey Norodom Sihanouk, padre de Ranariddh, rechazó el nombramiento de Huot antes de incluso de que la investidura se llevara a cabo, declarando que la expulsión del Primer ministro del poder era ilegal. Si bien condenó a Hun Sen y al CPP por los enfrentamientos, se abstuvo de utilizar el término "golpe de estado" (utilizado por el Funcinpec). Ante la investidura de Huot, Sihanouk amenazó con abdicar al trono y asumir unilateralmente la jefatura de gobierno, cosa que finalmente no ocurrió.

### Final de su mandato
Junto con algunos miembros del Funcinpec, Ung Huot estableció el partido "Reastr Niyum", en vista de la crisis sufrida por el Funcinpec. Sin embargo, en las elecciones de 1998, celebradas menos de un año después del golpe de Estado, el CPP obtuvo una amplia victoria, aunque no la supermayoría necesaria para nombrar un Primer ministro, y el Funcinpec quedó segundo. Ung Huot regresó al partido, disolviendo su formación, que no obtuvo ningún escaño, y entregó el cargo a Hun Sen, Primer ministro por sí solo, el 30 de noviembre de ese mismo año.